# Skyld (film fra 2014)
 For alternative betydninger, se Skyld. (Se også artikler, som begynder med Skyld)
|  | Denne artikel er oprettet af botten Steenthbot ud fra en ekstern database. Den kan derfor have sproglige fejl eller mangler. Denne skabelon kan fjernes efter kontrol af indholdet. |

Skyld er en dansk børnefilm fra 2014 instrueret af Heidrik á Heygum.

## Medvirkende
- Runa á Heygum, Durita
- Sofia Nolsøe Mikkelsen, Andrea